# Gwehelog Fawr
Gwehelog Fawr är en tidigare community i Storbritannien.   Den ligger i kommunen Monmouthshire och riksdelen Wales, i den södra delen av landet, 190 km väster om huvudstaden London.
Communityn upplöstes den 4 maj 2022 och dess område fördelades mellan Llanarth och Raglan communities.